# Spilophorus fernandezi
Spilophorus fernandezi är en skalbaggsart som beskrevs av Franz Antoine 2006. Spilophorus fernandezi ingår i släktet Spilophorus och familjen Cetoniidae. Inga underarter finns listade i Catalogue of Life.